# Stefano Macina
Stefano Macina (Città di San Marino, 23 gennaio 1956) è un politico sammarinese.
Dal 27 luglio 2006 è Segretario di Stato alle Finanze e Bilancio, Poste e Azienda Filatelica e Numismatica.
È membro del Consiglio Grande e Generale, al quale è stato eletto nelle liste del Partito dei Socialisti e dei Democratici.
È stato Segretario di Stato alla Programmazione Economica dal marzo del 2000 al luglio del 2001.
Nel 1976 entra nel Partito Comunista Sammarinese e nel 1986 viene eletto nel Comitato Centrale del Partito. Ha ricoperto ruoli dirigenziali nella Confederazione Sammarinese Democratica del Lavoro all'inizio degli anni '80. Nel 1990 è stato fra i fondatori e promotori del Partito Progressista Democratico Sammarinese, di cui nel 1992 è stato eletto segretario; nel 1993 entra per la prima volta nel Consiglio Grande e Generale. Attualmente è membro della segreteria del PSD.
È stato presidente del San Marino Baseball Club.
È sposato e padre di una bambina.
Per certe analogie nelle modalità del suo discorso politico è stato paragonato al politico italiano Pier Luigi Bersani.